# درخت کائوری
درخت کائوری (نام علمی: Agathis australis) نام یک گونه از سرده درختان کائوری است.